# Irreversibilidad

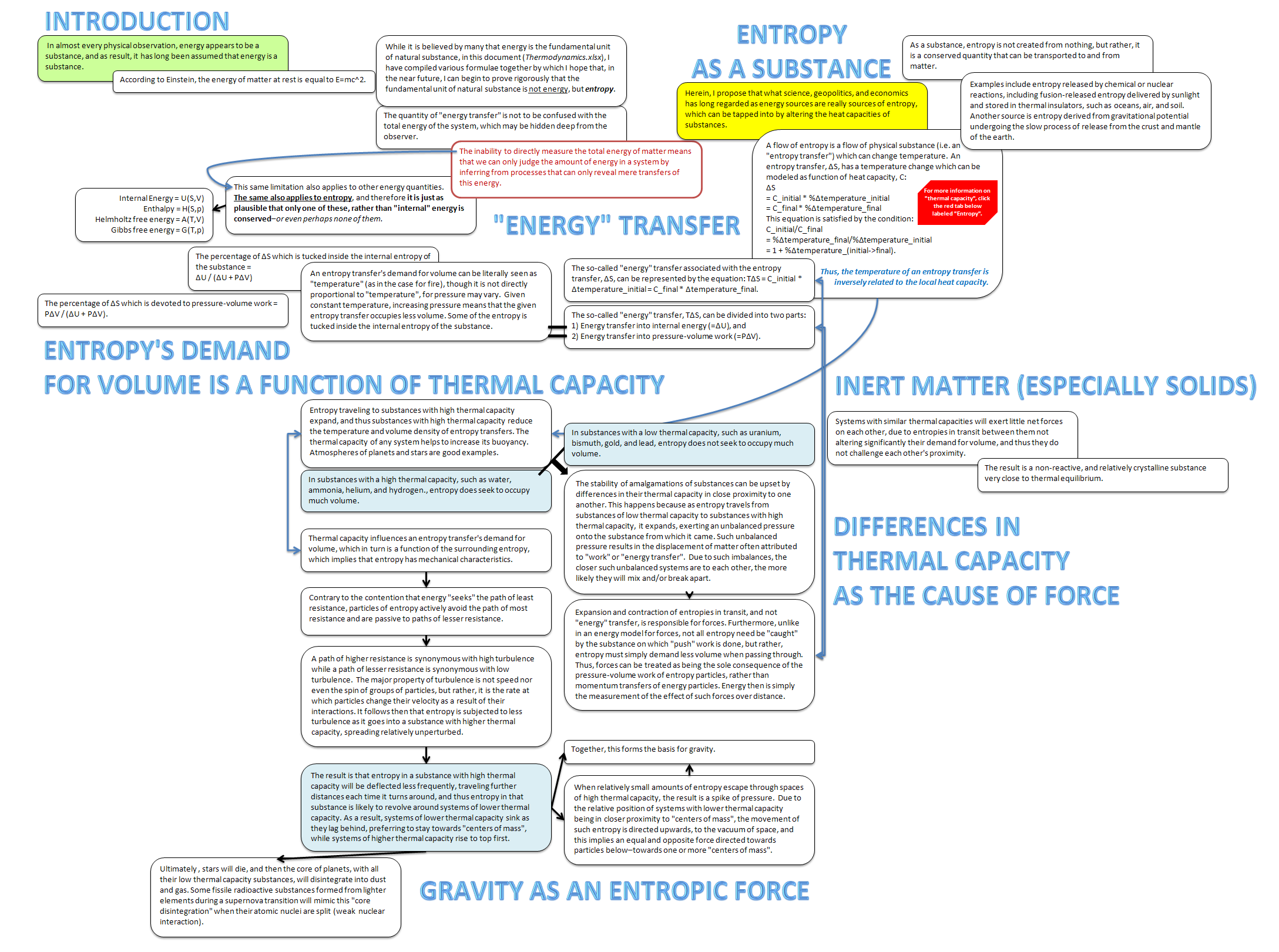
Principios de la termodinámica

En termodinámica, el concepto de irreversibilidad se aplica a aquellos procesos que, como la entropía, no son reversibles en el tiempo. Desde esta perspectiva termodinámica, todos los procesos naturales son irreversibles. El fenómeno de la irreversibilidad resulta del hecho de que si un sistema termodinámico de moléculas interactivas es trasladado de un estado termodinámico a otro, ello dará como resultado que la configuración o distribución de átomos y moléculas en el seno de dicho sistema variará.
Cierta cantidad de "energía de transformación" se activará cuando las moléculas del "cuerpo de trabajo" interaccionen entre sí al cambiar de un estado a otro. Durante esta transformación, habrá cierta pérdida o disipación de energía calorífica, atribuible al rozamiento intermolecular y a las colisiones.
Lo importante es que dicha energía no será recuperable si el proceso se invierte.

## Absoluto contra reversibilidad estadística
La termodinámica define el comportamiento estadístico de muchas entidades, cuyo exacto comportamiento es dado por leyes más específicas. Debido a que las leyes fundamentales de la física son en todo momento reversibles, puede argumentarse que la irreversibilidad de la termodinámica debe presentarse estadísticamente en la naturaleza, es decir, que debe simplemente ser muy improbable, pero no imposible, que la entropía disminuya con el tiempo en un sistema dado.

## Historia
El físico alemán Rudolf Clausius, en los años 1850, fue el primero en cuantificar matemáticamente el fenómeno de la irreversibilidad en la naturaleza, y lo hizo a través de la introducción del concepto de entropía. En su escrito de 1854 "Sobre la modificación del segundo teorema fundamental en la teoría mecánica del calor", Clausius afirma:

Podría ocurrir, además, que en lugar de un descenso en la transmisión de calor que acompañaría, en el único y mismo proceso, la transmisión en aumento, puede ocurrir otro cambio permanente, que tiene la peculiaridad de no ser reversible, sin que pueda tampoco ser reemplazado por un nuevo cambio permanente de una clase similar, o producir un descenso en la transmisión de calor.

## Sistemas complejos
Sin embargo, aún en el caso de que los físicos afirmen que todo proceso es irreversible en cierto sentido, la diferencia entre los eventos reversibles e irreversibles tiene valor explicativo, si son considerados los sistemas más complejos, como organismos vivos, especies o ecosistemas.
De acuerdo con los biólogos Humberto Maturana y Francisco Varela, los seres vivos se caracterizan por la autopoiesis, que permite su existencia en el tiempo.
Formas más primitivas de sistemas autoorganizados han sido descritas por el físico y químico belga Ilya Prigogine. En el contexto de sistemas complejos, los eventos que resultan al final de ciertos procesos autoorganizativos, como la muerte, la extinción de una especie o el colapso de un sistema meteorológico, pueden ser considerados irreversibles.
Incluso si desarrollamos un clon con el mismo principio organizativo (por ejemplo, idéntica estructura de ADN), esto no quiere decir que el viejo sistema volviese a reproducirse. Los eventos a los que pueden adaptarse las capacidades de autoorganización de los organismos, especies u otros sistemas complejos, de la misma manera que lesiones menores o cambios en el ambiente físico, son reversibles. Principios ecológicos como la sostenibilidad y el principio de precaución pueden ser definidos con referencia al concepto de reversibilidad.
Con todo, la postura de Ilya Prigogine sobre la irreversibilidad y la entropía varía con respecto a la de la física tradicional. En su conferencia El nacimiento del tiempo (Roma, 1987), el científico sostuvo:

La entropía contiene siempre dos elementos dialécticos: un elemento creador de desorden, pero también un elemento creador de orden. (...) Vemos, pues, que la inestabilidad, las fluctuaciones y la irreversibilidad desempeñan un papel en todos los niveles de la naturaleza: químico, ecológico, climatológico, biológico -con la formación de biomoléculas-, y finalmente cosmológico.

De esta manera, se observa que el fenómeno de la irreversibilidad para Prigogine tiene carácter constructivo, destacando el “papel creativo del tiempo”, lo que, al menos a nivel macroscópico, supone una especie de anti-entropía:

El universo del no-equilibrio es un universo coherente.

## Otras acepciones
El término irreversibilidad se emplea además en otros campos de las ciencias y el conocimiento, como la economía, el derecho y la medicina.
En medicina, por ejemplo, designa a ciertos procesos degenerativos o dolencias incurables: "Sufre un coma irreversible."
En el plano psicológico, las grandes desgracias y sufrimientos que aquejan al ser humano (la pérdida de seres queridos, las quiebras y reveses económicos, las grandes derrotas militares...) no lo son, en gran medida, sino por ser interpretados como irreversibles. La propia muerte es el hecho irreversible por antonomasia.